# Astracantha diphtherites
Astracantha diphtherites är en ärtväxtart som först beskrevs av Edward Fenzl, och fick sitt nu gällande namn av Dieter Podlech. Astracantha diphtherites ingår i släktet Astracantha och familjen ärtväxter. Inga underarter finns listade i Catalogue of Life.